# Richard G. Van Gelder

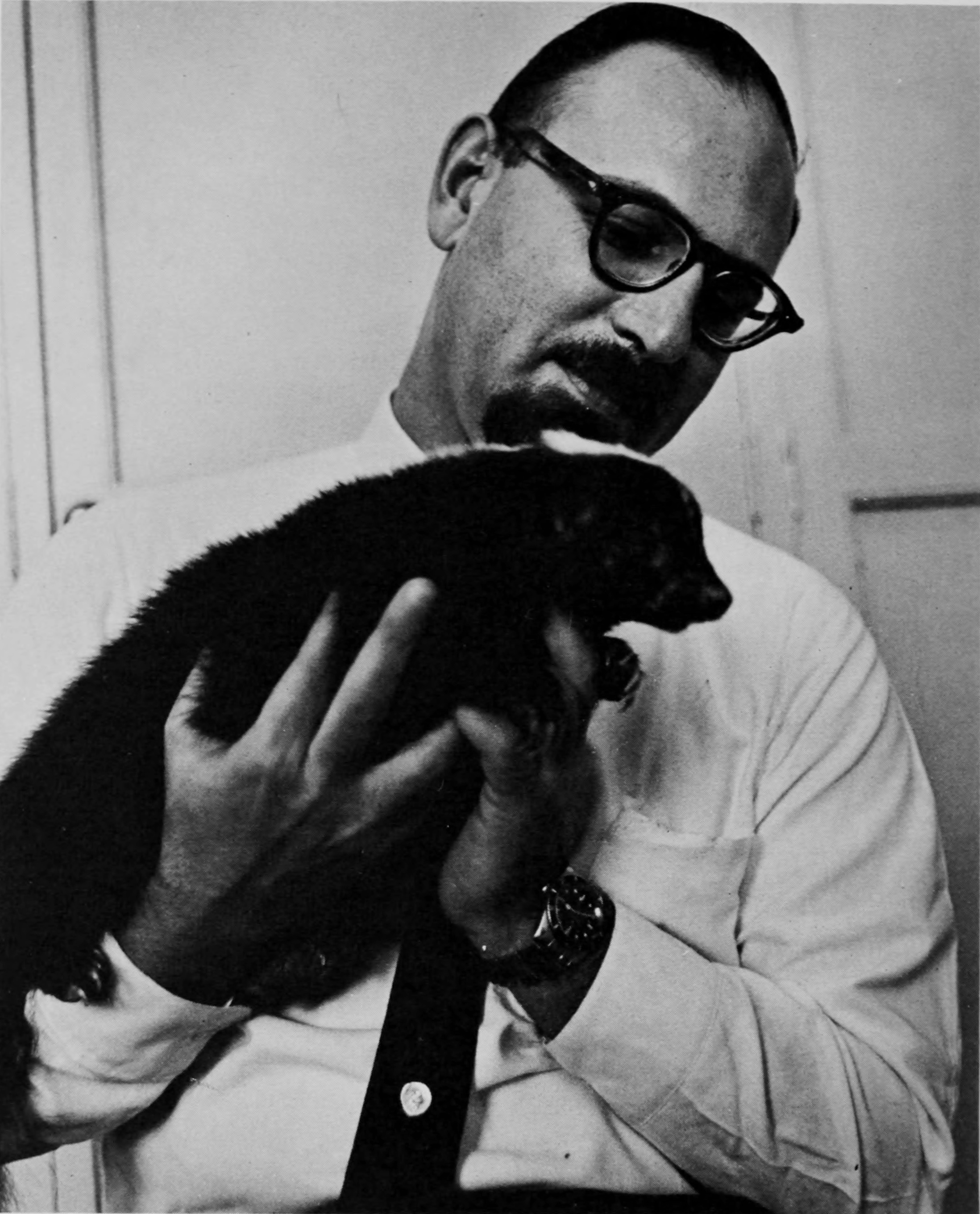
Richard G. Van Gelder mit Skunk (ca. 1969)

Richard George (Dick) Van Gelder (* 17. Dezember 1928 in New York City; † 23. Februar 1994 in Westwood, New Jersey) war ein US-amerikanischer Mammaloge, der über 25 Jahre Kurator der Säugetierabteilung am American Museum of Natural History war.

## Leben
Van Gelder war der Sohn von Joseph und Clara DeHirsch Van Gelder. Sein Bruder Lawrence war leitender Redakteur bei der Tageszeitung The New York Times. Obwohl er in einem städtischen Umfeld aufwuchs, entwickelte er bereits im Alter von sieben Jahren ein großes Interesse an der Naturgeschichte. Nach seinem Abschluss an der Horace Mann School in New York City, den er mit Auszeichnung in Biologie und Spanisch machte, ging er auf das Colorado A&M College (ab 1957 Colorado State University).
1950 erwarb er einen Bachelor of Science mit Auszeichnung und besuchte anschließend die University of Illinois at Urbana-Champaign, wo er mit Donald F. Hoffmeister zusammenarbeitete. Er graduierte 1952 zum Master of Science und wurde 1958 mit der Dissertation A taxonomic revision of the spotted skunks (genus Spilogale) zum Ph.D. promoviert. Während seines Studiums verbrachte er einen Sommer am Marine Biological Laboratory in Woods Hole, Massachusetts. 1962 heiratete er Rosalind Rudnick, mit der er die drei Kinder Russell Neil, Gordon Mark und Leslie Gail hatte. Sein Sohn Gordon war Herausgeber und ehemaliger Redakteur bei der Zeitschrift The Magazine of Fantasy and Science Fiction, seine Tochter Leslie Gail ist Archäologin, die auf prähistorische Fingerriffelungen spezialisiert ist. 
Van Gelder war von 1948 bis 1949 Kurator im Naturhistorischen Museum des Colorado A&M College und 1952 Assistent in der Säugetierabteilung des American Museum of Natural History. Von 1954 bis 1956 war er Forschungsassistent und 1955 bis 1956 Assistenzprofessor im University of Kansas Natural History Museum.
Im Jahr 1956 wurde er zum Assistenzkurator in der Abteilung für Säugetiere des American Museum of Natural History ernannt, 1961 zum stellvertretenden Kurator sowie 1969 zum Kurator befördert. Von 1958 bis 1959 war er zudem stellvertretender Vorsitzender der Säugetierabteilung und von 1959 bis 1974 Vorsitzender. 1986 ging er als emeritierter Kurator in den Ruhestand. Während seiner Zeit am American Museum war Van Gelder auch als außerordentlicher Lehrbeauftragter am Albert Einstein College of Medicine der Columbia University, als Dozent an der New York University, dem City College of New York sowie am Downstate Medical Center der State University of New York tätig. Van Gelders Forschungsgebiete spiegeln sein breites Interesse an Säugetieren wider, einschließlich Säugetierpopulationen und -physiologie, Taxonomie von Raubtieren, Meeressäugern, Fledermäusen und Paarhufern, Verhalten, Hybridisierung und Artbildung, Farbmuster und Säugetiere von New Jersey. Er publizierte auch über andere Tierarten, darunter Amphibien, Reptilien und Vögel. Van Gelder führte Feldstudien in vielen Teilen Nordamerikas sowie in Mexiko, Uruguay, Bolivien, den Bahamas, Mosambik, Botswana und Südwestafrika durch. 
Skunks waren eine seiner bevorzugten Gruppen. 1959 veröffentlichte er eine Revision der Fleckenskunks sowie eine Reihe weiterer Abhandlungen und populärwissenschaftlicher Artikel über die Taxonomie, Morphologie, das Verhalten und die Gewohnheiten von Skunks. 
In späteren Jahren arbeitete er an der Verhaltensökologie afrikanischer Huftiere und leitete eine kooperative Studie über den Zustand der Säugetiere in New Jersey. Zu seine Forschungsprojekten zählten Makibären in Panama, Afrikanische Elefanten, Nyalas in Mosambik, Eichhörnchen im Central Park sowie fischfressende Fledermäuse. 1957 war er Erstbeschreiber der Van-Gelder-Fledermaus (Bauerus dubiaquercus). Er war Autor der Bücher Biology of Mammals (1969), Monkeys and Apes (1970), Animals and Man, Past, Present, Future (1972), Whose Nose Is This? (1975) und Mammals of the National Parks (1982), Mitautor von Animals in Winter (1963, mit Henrietta Bancrofft) sowie Mitherausgeber von Physiological Mammalogy Bände I und II (1963, mit William V. Mayer). Neben seiner Forschungstätigkeit betreute er Studenten in den Bereichen Säugetieranatomie, -verhalten und -evolution und war aktiv am Ausstellungsprogramm des Museums beteiligt. Ab 1966 präsentierte er Kindern eine Reihe von Ausstellungen mit dem Titel The Lives of Wild Mammals Around the World. 1968 spielte er eine führende Rolle beim Entwurf, Bau und Installation von Whale II, dem 94 Fuß langen Blauwalmodell in der Hall of Fishes, das die 1908 erstmals gezeigte 76 Fuß lange Version ersetzte. Seine Erfahrungen mit dem letztgenannten Projekt schilderte er in dem humorvollen Artikel Whale on my back, der im Magazin Curator veröffentlicht wurde. Van Gelder unterrichtete viele Jahre lang Kurse der Erwachsenenbildung im Museum. 
Im Laufe der Jahre setzte er sich zudem für bedrohte Tiere ein. Er war Mitglied des Endangered and Non-Game Species Council, einer Beratungsgruppe der Regierung des Staates New York. 
Van Gelder trat 1948 der American Society of Mammalogists bei. Neben der Präsidentschaft von 1968 bis 1970 diente er als Direktor, Vizepräsident und Protokollführer. Als Vorsitzender des Ausschusses für neuere Literatur redigierte er von 1965 bis 1968 den Abschnitt für neuere Literatur des Journal of Mammalogy. Außerdem war er Mitglied in vielen anderen Ausschüssen. Während seiner Präsidentschaft wurde das Amt des Historikers eingerichtet. 
Van Gelder war unter anderem Mitglied des Verwaltungsrats von Archbold Expeditions, Direktor der Quincy Bog Natural Area in New Hampshire, Mitglied des Bildungsausschusses in Harrington Park, New Jersey sowie Mitglied des fachlichen- und redaktionellen Beirats des Population Reference Bureau (Amt für Populationsforschung).
Van Gelder starb im Februar 1994 im Pascack Valley Hospital in Westwood, New Jersey, an Leukämie.